# HD 99283
HD 99283 — одиночная звезда в созвездии Большой Медведицы на расстоянии приблизительно 363 световых лет (около 111 парсек) от Солнца. Видимая звёздная величина звезды — +5,838m.
Вокруг звезды обращается, как минимум, одна планета.

## Характеристики
HD 99283 — оранжевый гигант спектрального класса K0III, или G5. Масса — около 1,76 солнечной, радиус — около 11,21 солнечного, светимость — около 64,51 солнечной. Эффективная температура — около 4867 К.

## Планетная система
В 2021 году группой астрономов у звезды обнаружена планета HD 99283 b.
В 2019 году учёными, анализирующими данные проектов HIPPARCOS и Gaia, у звезды обнаружена планета HIP 55797 c.